# حسن بانو غضنفر
حسن بانو غضنفر سیاستمدار، شاعر و نویسنده اهل افغانستان است که قبلاً به عنوان وزیر امور زنان فعالیت داشت.

## زندگی
حسن بانو غضنفر متولد ۱ فوریه ۱۹۵۷ در ولایت بلخ افغانستان در خانواده ازبک تبار است. بانو غضنفر از دبیرستان سلطان رضیه در مزار شریف فارغ‌التحصیل شد. در حدود سال ۱۹۸۳ (میلادی) از استاوارپول قفقاز (Stawarpool Qafqaaz)، مدرک کارشناسی ارشد را در ادبیات و جامعه‌شناسی به دست آورد و بعد از دو سال مدرک دکترا را در فلسفه از پترزبورگ، روسیه به دست آورد.
بانو غضنفر به زبان‌های فارسی، ازبکی، پشتو، روسی تسلط دارد و نیز اندکی به ترکی استانبولی و انگلیسی صحبت کرده می‌تواند.
وی پیش از رسیدن به سمت وزارت امور زنان مدتی به عنوان استاد در دیپارتمنت زبان و ادبیات روسی پوهنحی (دانشکده) ادبیات پوهنتون (دانشگاه) کابل نیز کار کرده‌است.